# Многонишковост
Многонишковост (на английски: multithreading) в компютърната микроархитектура е способността на процесора (CPU), или едно ядро в многоядрен процесор да изпълнява множество процеси или „нишки“ едновременно, когато операционната система го позволява. Този подход се различава от „мултипроцесорна обработка“ (multiprocesing), при която процесите и нишките използват съвместно ресурсите на едно или няколко ядра, процесорен кеш и др.
Докато при multiprocesing системите се включват цялостни блокове за обработка, многонишковостта цели по-ефикасно използването на самото процесорно ядро, като се прилагат паралелни изчисления (паралелно изпълнение) на ниво нишка и на ниво инструкция. Тъй като двата метода се допълват взаимно, понякога те се комбинират в система от няколко многонишкови процесори или в процесор с няколко многонишкови ядра.